# Hastings Island
Hastings Island är en ö i Australien. Den ligger i delstaten Western Australia, omkring 630 kilometer öster om delstatshuvudstaden Perth. Arean är 0,62 kvadratkilometer. Den sträcker sig 1,1 kilometer i nord-sydlig riktning, och 1,1 kilometer i öst-västlig riktning.
Genomsnittlig årsnederbörd är 845 millimeter. Den regnigaste månaden är juli, med i genomsnitt 142 mm nederbörd, och den torraste är februari, med 12 mm nederbörd.